# 가쓰라노미야 스미코 내친왕

가쓰라노미야 스미코 내친왕(桂宮淑子内親王, 1829년~1881년)은 닌코 천황의 제3황녀이다. 고메이 천황의 이복 누나이자 가즈노미야 지카코 내친왕의 이복 언니이다.